# 1955 في تركيا
فيما يلي قوائم الأحداث التي وقعت خلال عام 1955 في تركيا.

## أحداث
- 7 سبتمبر – بوغروم إسطنبول

## ظهور
- 1 يناير – بيكو

## مواليد

### يناير
- 1 يناير – أشرف أرمغان رسام تركي.
- 1 يناير – أوميت دوندار ضابط تركي.
- 1 يناير – تولاى أوزير
- 1 يناير – زينب فضلوجو مهندسة معمارية تركية.

### فبراير
- 10 فبراير – صادق باداق سياسي تركي.
- 21 فبراير – أمينة أردوغان سياسية تركية.

### مايو
- 4 مايو – إيفي أيدان لاعب كرة سلة تركي.
- 11 مايو – نهاد خطيب أوغلو أكاديمي تركي.
- 29 مايو – ديلك باكالين ممثلة تركية.

### يوليو
- 18 يوليو – بانو أفار كاتبة تركية.

### أغسطس
- 14 أغسطس – غولر صابنجي

### أكتوبر
- 3 أكتوبر – بوكت أوزونر كاتبة تركية.

### نوفمبر
- 14 نوفمبر – سليم أوصلو

### ديسمبر
- 20 ديسمبر – بن علي يلدرم سياسي تركي.
- 23 ديسمبر – شفان برور
- 25 ديسمبر – مراد برداقجي صحفي تركي.

## وفيات

### مايو
- 22 مايو – نينه خاتون (مواليد 1857)

### يوليو
- 1 يوليو – عدنان أديوار (مواليد 1882) سياسي تركي.
- 2 يوليو – كارا فاطمة (مواليد 1888) عسكرية تركية.
- 20 يوليو – كالوست كولبنكيان (مواليد 1869)